# Pnau
Pnau est un groupe australien de musique electro. Il est formé de Nick Littlemore et de Peter Mayes.
Ils réalisent leur premier album Sambanova en 1999 sous le label Peking Duck.

## Discographie

### Albums studio
- 1999 : Sambanova
- 2001 : Need Your Lovin' Baby
- 2003 : Again
- 2007 : Pnau
- 2011 : Soft Universe
- 2017 : Changa

### Album de remixes
- 2012 : Good Morning to the Night (avec Elton John) (n°1 au Royaume-Uni)[1]

### Singles
- 2000 : Sambanova
- 2000 : Need Your Lovin' Baby
- 2000 : Journey Agent
- 2001 : Follow Me
- 2002 : Blood Lust
- 2002 : Una Noche (Get Up) (avec Kid Creole & Coconuts)
- 2004 : Again
- 2005 : Enuffs Enuff
- 2007 : Shock to My System
- 2007 : Wild Strawberries
- 2008 : Baby
- 2008 : Embrace
- 2008 : With You Forever
- 2011 : The Truth
- 2011 : Solid Ground
- 2012 : Unit Us
- 2012 : Everybody
- 2012 : Good Morning to the Night (avec Elton John)
- 2012 : Sad (avec Elton John)
- 2013 : Changes (vs. Faul & Wad Ad)
- 2016 : Lil' Love (Petite Meller feat. Pnau)
- 2016 : Chameleon
- 2017 : Control Your Body
- 2017 : Into the Sky
- 2017 : Young Melody (feat. Vera Blue)
- 2017 : Go Bang
- 2018 : Changa
- 2019 : Solid Gold (featuring Kira Divine & Marques Toliver)
- 2019 : All of Us (featuring Ollie Gabriel)
- 2020 : Lucky (avec Vlossom)
- 2020 : River (avec Ladyhawke)
- 2021 : Stranger Love (avec Budjerah)
- 2022 : You Know What I Need (avec Troye Sivan)
- 2023 : The Hard Way (avec Khalid)
- 2023 : Stars (avec Bebe Rexha & Ozuna)
- 2023 : AEIOU (avec Empire of the Sun)

### Remixes
- 2000 : The Doors - Riders on the Storm (Pnau Remix)
- 2000 : Regurgitator - Are U Being Served? (Pnau Remix)
- 2001 : Bobbie Joe White - Middle of Downtown (Pnau Remix)
- 2002 : Comfortable Addiction - Swinger's Club (Pnau's Nicky L'More Remix)
- 2002 : Jenny Morris - Downtime (Pnau's "Where The Wild Things Are" Remix)
- 2011 : Cirque du Soleil - Whenever (Pnau Remix)
- 2012 : Ellie Goulding - Lights (Pnau Remix)
- 2014 : Rixton - Me And My Broken Heart (Pnau Remix)
- 2015 : Petite Meller - Baby Love (Pnau Remix)
- 2021 : Elton John & Dua Lipa - Cold Heart (Pnau Remix)
- 2022 : Elvis Presley - Don't Fly Away (Pnau Remix)
- 2022 : Diana Ross & Tame Impala - Turn Up the Sunshine (Pnau Remix)
- 2022 : Lizzo - 2 Be Loved (Am I Ready) (Pnau Remix)

## Distinctions
Le groupe a été récompensé aux Australian Independent Record Awards en 2011 et en 2018, ainsi qu'aux ARIA Music Awards en 2000, 2017 et 2018.